# Administration générale des loteries
 (novembre 2012).
L'Administration générale des loteries, instituée dans leur principe à la fin du XVIIe siècle, appelée aussi « bureau central des trois loteries » – royale, des Enfants-Trouvés et de Piété –, était responsable des loteries sous l'Ancien Régime.

## Histoire
II y eut à Paris, dès le XVe siècle, des loteries et tombolas privées, en particulier sous le nom de « blanque » sous le règne de François Ier. En 1522, est instituée la rente « à perpétuel rachat et réméré » sur l'Hôtel de Ville de Paris : c'est là qu'à la fin du XVIIe siècle, sera instituée la loterie de l'Hôtel de Ville qui s'apparente à une tontine : elle servait à payer les intérêts échus des rente perpétuelle et autres emprunts contractés par la ville de Paris mais aussi l’État : sur le modèle des loteries organisées à Londres, un tirage au sort des coupons avait lieu et le gagnant obtenait son argent. Ce système permettait d'inciter les gens à continuer à acheter de la dette publique, et surtout à étaler les remboursements dus par les institutions emprunteuses.
En octobre 1728 et juin 1730, le contrôleur général Le Peletier des Forts institue deux « Loteries royales » pour le remboursement des rentes constituées sur l'Hôtel de Ville de Paris : les manipulations des agioteurs entrainent leur fermeture. En décembre 1737 et août 1739, le ministre Orry décide de deux nouvelles loteries de remboursement : cette fois les billets sont payables en capitaux de rentes viagères, limités donc à la mortalité du bénéficiaire et non transmissibles. C'est un succès et la seule fois au XVIIIe siècle où recettes et dépenses ordinaires de l’État français apparaissent équilibrées
Lorsque la Compagnie des Indes fut liquidée en 1770, une caisse des amortissements dirigée par un trésorier général, Pierre-Michel Dubu de Longchamp, fut ouverte pour continuer à rémunérer les porteurs d'actions de la dite compagnie : les intérêts leur étaient versés sous l'égide d'une loterie. L'hôtel de l'Administration générale des loteries fut ainsi installé à Paris, dans une partie de l'ex-immeuble de la Compagnie des Indes. Il faisait l'angle de la rue Vivienne et de rue neuve des Petits Champs. Les bureaux étaient dirigés par sept administrateurs, aidés de quatre adjoints, sous l'inspection d'un conseiller d'État. Cette caisse gérait également les remboursements liés à la perte du Canada, par tranche, à partir d'une dette évaluée à 17 millions de livres : là encore, les sommes échues étaient versées en fonction d'un tirage organisé en loterie et le résultat publié sous forme de lettres patentes.
Clugny de Nuits, contrôleur général des finances de Louis XVI, par son édit du 30 juin 1776, supprima toutes les loteries, excepté celles des Enfants trouvés et de la Pitié, ainsi que la Loterie royale. La création par cet édit d'une nouvelle Loterie royale de France suscita de vives critiques, l'établissement étant accusé d'encourager des jeux immoraux et d'alimenter la cassette personnelle de Louis XVI. Le monopole ainsi créé permettait au roi d'encaisser, peu avant la Révolution française, entre 5 et 7 % de ses revenus, selon une estimation réalisée d'après les documents disponibles aux Archives nationales.
La loterie royale est supprimée à compter du 1er janvier 1836 par la loi du 21 avril 1832.